# Зверобой красильный
Зверобо́й краси́льный (лат. Hypericum androsaemum) — полукустарниковое растение, вид рода Зверобой (Hypericum) семейства Зверобойных (Hypericaceae).

## Ботаническое описание
Полукустарник высотой 30—100 см, голые, ветвистые. Кора бурого цвета. Листья сидячие, форма яйцевидная или продолговато-яйцевидная; крупные, длиной 3,5—11 см, шириной 1—6 (иногда до 8) см; кожистые, тупые, однако обычно островатые. В основании листья более округлые, нижняя часть листа сизого цвета.

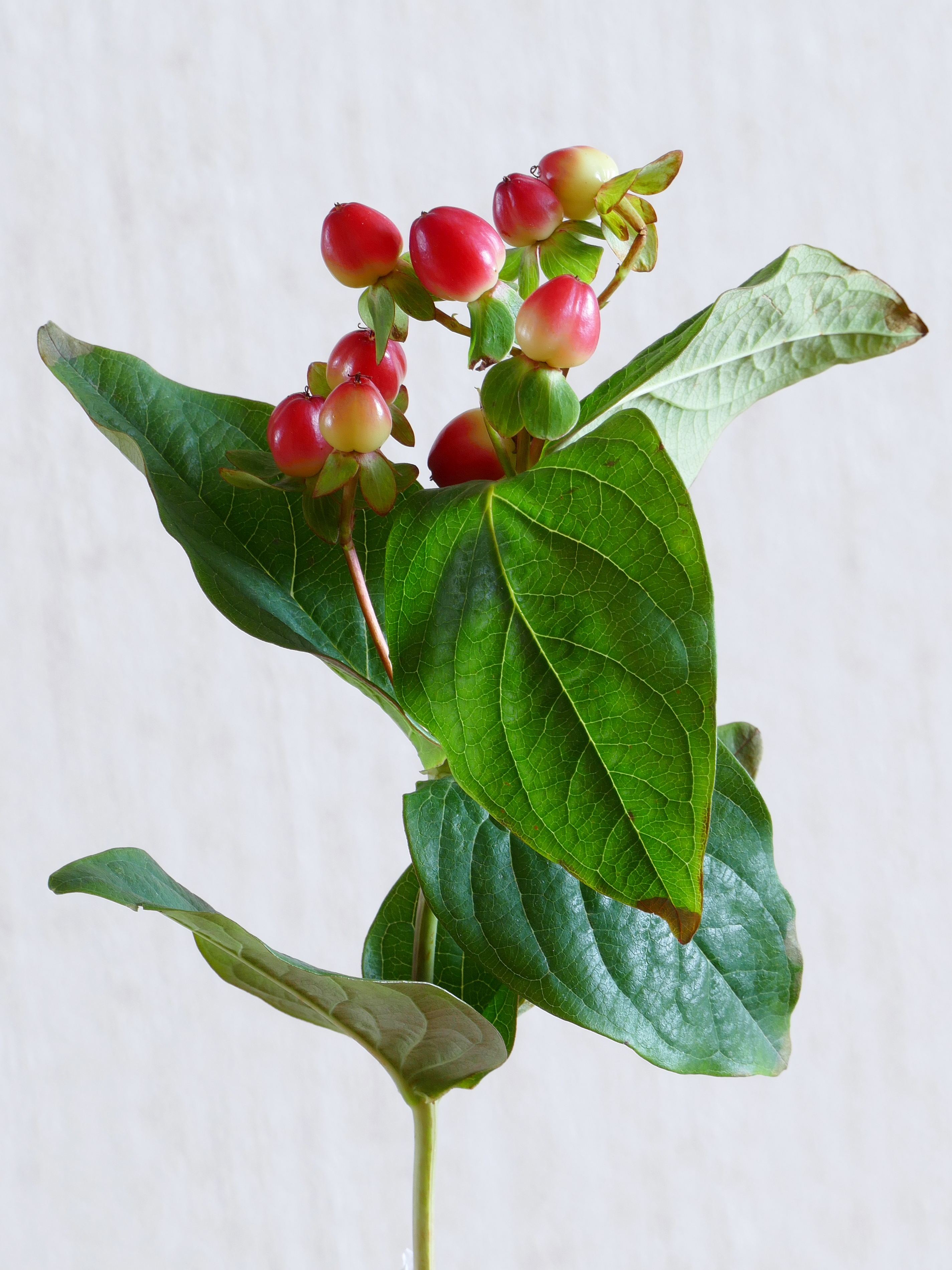
Листья и недозрелые плоды зверобоя красильного

Цветки немногочисленные (по 3—8 в соцветии). Соцветие укороченное, зонтичное или щитковидное. Длина цветка 2—3 см, ширина 2,5—6 см. Чашелистники большей часть неравные, травянистые, тупые либо туповатые, яйцевидной формы, длиной 8—9 мм и шириной 5—7 мм. Края цельные, железистые точки отсутствуют. Лепестки продолговато-яйцевидной или продолговато-эллиптической формы, длиной 1—1,3 см и шириной 0,8 см, тупые, по размерам немного больше чашечки. Тычинки многочисленные, срастаются в 5 пучков. Завязь округлой или округло-овальной формы, длиной 6 мм и шириной 3—5 мм, цвет тёмно-синий или чёрный. Столбиков 3, укороченные, длина 2 мм. Цветение длится с июня по июль.
Плод — ягодообразная коробочка практически шаровидной формы диаметром от 5 до 8 мм. Незрелые плоды имеют красновато-коричневую окраску, созревшие — тёмно-синюю или фиолетово-чёрную. Семена мелкие, длиной 1 мм, овальной или продолговато-овальной формы, тёмно-бурого или бурого цвета. Бороздки и ячейки мелкие.

## Экология и применение
Зверобой красильный может произрастать как на солнце, так и в затенённых местах. Низкорослые сорта этого растения высаживаются на склонах и холмах для озеленения. Также это растение высаживают возле группы деревьев и кустарников, неподалёку от садовых дорожек. Более высокие сорта находят применение в живых изгородях или на клумбах с другими многолетними травянистыми растениями. Высота произрастания до 1 300 м.

## Распространение
Зверобой красильный распространён в Африке (Тунис, Алжир), Европе (Ирландия, Великобритания, Бельгия, Швейцария, страны бывшей Югославии, Болгария, Италия, Франция, Португалия, Испания), на Кавказе (Армения, Азербайджан, Грузия, Дагестан) и в Азии (Турция, Иран, Туркменистан). Завезён в Австралию.

## Классификация
Вид Зверобой красильный входит в рода Зверобой (Hypericum) семейство Зверобойные (Hypericaceae).
|  |                  |  |                     |                          |                          |  | ещё 164 порядка покрытосеменных (согласно Системе APG II) | ещё 164 порядка покрытосеменных (согласно Системе APG II) |                                           |  |  |  | ещё 9 родов        | ещё 9 родов             |  |  |
|  |                  |  |                     |                          |                          |  | ещё 164 порядка покрытосеменных (согласно Системе APG II) | ещё 164 порядка покрытосеменных (согласно Системе APG II) |                                           |  |  |  | ещё 9 родов        | ещё 9 родов             |  |  |
|  |                  |  |                     | отдел Цветковые растения |                          |  |                                                           |                                                           | семейство Зверобойные                     |  |  |  |                    | вид Зверобой красильный |  |  |
|  |                  |  |                     | отдел Цветковые растения |                          |  |                                                           |                                                           | семейство Зверобойные                     |  |  |  |                    | вид Зверобой красильный |  |  |
|  | царство Растения |  |                     |                          | порядок Мальпигиецветные |  |                                                           |                                                           | род Зверобой                              |  |  |  |                    |                         |  |  |
|  | царство Растения |  |                     |                          |                          |  |                                                           |                                                           |                                           |  |  |  |                    |                         |  |  |
|  |                  |  | ещё около 21 отдела | ещё около 21 отдела      |                          |  |                                                           | ещё 36 семейств (согласно Системе APG II)                 | ещё 36 семейств (согласно Системе APG II) |  |  |  | ещё около 60 видов |                         |  |  |
|  |                  |  |                     | ещё около 21 отдела      |                          |  |                                                           |                                                           | ещё 36 семейств (согласно Системе APG II) |  |  |  |                    |                         |  |  |

### Синонимы
По данным The Plant List на 2010 год, в синонимику вида входят:
- Androsaemum androsaemum Huth
- Androsaemum officinale All.
- Androsaemum vulgare Gaertn.
- Hypericum floridum Salisb.
- Hypericum webbianum G.Nicholson

## Галерея
|                                                                                              |  |  |  |
| Слева направо: 1—3 — плоды (1 — не созревшие, 2 — созревшие, 3 — полусозревшие), 4 — цветок. |  |  |  |